# Cyanopterus punctistigma
Cyanopterus punctistigma är en stekelart som först beskrevs av Per Abraham Roman 1915.  Cyanopterus punctistigma ingår i släktet Cyanopterus och familjen bracksteklar. Inga underarter finns listade i Catalogue of Life.